# Лысогоров, Сергей Дмитриевич
Сергей Дмитриевич Лысогоров (1903, Протопоповка — 25 мая 1994) — украинский и советский учёный в области орошаемого земледелия, доктор сельскохозяйственных наук, профессор.

## Биография
Родился в октябре 1903 года в селе Протопоповке (теперь Александрийского района Кировоградской области) в семье священника. Окончил духовную семинарию в Одессе. В 1922 году поступил в Херсонский сельскохозяйственный институт, который окончил в 1925 году. По окончании учёбы работал в Земельном управлении Херсонского окружного исполкома. В 1930 году назначен заведующим отделом агрометрологии хлопчатобумажной станции. В 1938 году, защитив диссертацию, стал кандидатом сельскохозяйственных наук. В 1939 году избран по конкурсу на должность доцента кафедры физиологии растений Херсонского сельскохозяйственного института, на которой работал до оккупации немецкими войсками Херсона.
В период оккупации вступил в подпольную группу исследовательской станции, которая вошла в крупную подпольную организацию «Центр». В мае 1944 года после освобождения Херсона, вернулся в сельскохозяйственный институт, где и работал до пенсии.
В 1949 году защитил докторскую диссертацию.
В 1951 году Высшая аттестационная комиссия утвердила его в звании профессора.
С 1969 года постоянно избирался депутатом городского совета народных депутатов, где работал в постоянной комиссии по вопросам сельского хозяйства.
Умер 25 мая 1994 года.

## Научный вклад
Деятельность учёного была связана с развитием орошаемого земледелия, с разработкой его теоретических и практических основ, подготовкой научно-педагогических кадров для сельского хозяйства.
Им подготовлено 9 докторов и 36 кандидатов сельскохозяйственных наук, создано новое направление в оросительном земледелии.
Автор 175 печатных работ, в том числе учебников для студентов сельскохозяйственных институтов. Среди работ:
- «Орошаемое земледелие» (1959);
- «Практикум по орошаемому земледелию» (1981, в соавторстве с В. А. Ушкаренко)
- «Влияние орошения, высоких норм удобрений и глубокой пахоты на плодородие обыкновенных чернозёмов» (1985, в соавторстве с Г. С. Сухоруковой).

## Награды
- орден Ленина
- орден Трудового Красного Знамени
- орден Отечественной войны II степени (6 апреля 1985)
- звание «Заслуженный работник высшей школы СССР»
- Почётный гражданин города Херсона (решение IV сессии Херсонского городского совета депутатов трудящихся ХИ созыва № 49 от 31 октября 1967 года, за активное участие в борьбе против немецко-фашистских захватчиков и многолетний самоотверженный труд в развитии отечественной науки)
- медали